# کارلوس پوئبلا
کارلوس مانوئل پوئبلا (به اسپانیایی: Carlos Manuel Puebla) (۱۱ سپتامبر ۱۹۱۷–۱۲ ژوئیه ۱۹۸۹) خواننده، آهنگساز و گیتاریست کوبایی است. او که به دلیل همت گماشتن به ترویج ارزش‌های انقلاب کوبا لقب خوانندهٔ انقلاب را در این کشور به خود اختصاص داده‌است، برجسته‌ترین آثار مرتبط با حوادث پس از سال ۱۹۵۹ کشورش را به اجرا درآورده‌است. ترانه‌های او همیشه زبانی ساده دارد. محبوب‌ترین اثر او بدون تردید ترانه‌ای است که خطاب به چه‌گوارا سروده‌است. هنگامی که چه‌گوارا در ۱۹۶۵ کوبا را به مقصد کنگو و سپس بولیوی برای برافروختن شعلهٔ انقلاب در این کشورها ترک می‌کرد، نامه‌ای خداحافظی خطاب به فیدل کاسترو و مردم کوبا نگاشت. کارلوس پوئبلا به گفتهٔ خودش آن شب را نخوابید و ترانهٔ بدرود فرمانده! (آستا سیمپره) را به عنوان نمادی از عشق و امید مردم کوبا به چه‌گوارا سرود. این ترانه به خصوص پس از کشته شدن چه‌گوارا شهرتی جهانی پیدا کرد و به زبان‌های بسیاری ترجمه و اجرا شد.
کارلوس پوئبلا در ۱۹۸۹ پس از یک دوره بیماری طولانی در هاوانا درگذشت. روی قبرش نوشته شده: «من همانم که هستم. نوازندهٔ دوره‌گردی که آواز می‌خواند.»